# Arconciel
Arconciel is een gemeente en plaats in het Zwitserse kanton Fribourg, en maakt deel uit van het district Saane/Sarine.
Arconciel telt 916 inwoners.